# Ellen Woglom
Ellen Woglom (18 aprile 1987) è un attrice statunitense.

## Biografia
Nel 2017 è protagonista della serie Marvel Inhumans.

## Filmografia parziale

### Televisione
- CSI: NY - serie TV, episodio 2x03 (2005)
- Criminal Minds - serie TV, episodio 1x10 (2005)
- Wendy Wu: Guerriera alle prime armi (Wendy Wu), regia di John Laing - film TV (2006)
- The O.C. - serie TV, episodio 4x10 (2007)
- Cold Case - Delitti irrisolti (Cold Case) - serie TV, episodio 4x14 (2007)
- Ghost Whisperer - Presenze (Ghost Whisperer) - serie TV, episodio 4x08 (2008)
- Californication - serie TV, 8 episodi (2009)
- Law & Order - Unità vittime speciali (Law & Order: Special Victims Unit) - serie TV, episodio 10x11 (2009)
- Outlaw - serie TV, 8 episodi (2010)
- The Defenders - serie TV, episodio 1x12 (2011)
- Scandal - serie TV, episodio 1x03 (2012)
- The Glades - serie TV, episodio 4x11 (2013)
- Chicago Fire - serie TV, episodio 3x13 (2015)
- Chicago P.D. - serie TV, episodio 2x13 (2015)
- Castle - serie TV, episodio 8x15 (2016)
- Inhumans - serie TV, 8 episodi (2017)

## Doppiatrici italiane
Nelle versioni in italiano delle opere in cui ha recitato, Ellen Woglom è stata doppiata da:
- Eleonora Reti in Criminal Minds
- Valeria Vidali in Wendy Wu - Guerriera alle prime armi
- Alessia Amendola in Cold Case - Delitti irrisolti
- Tiziana Avarista in Ghost Whisperer - Presenze
- Chiara Gioncardi in Law & Order - Unità vittime speciali
- Erica Necci in The Glades
- Gaia Bolognesi in Castle
- Veronica Puccio in Inhumans